# Ludwig von Gemmingen-Hornberg (1901–1978)

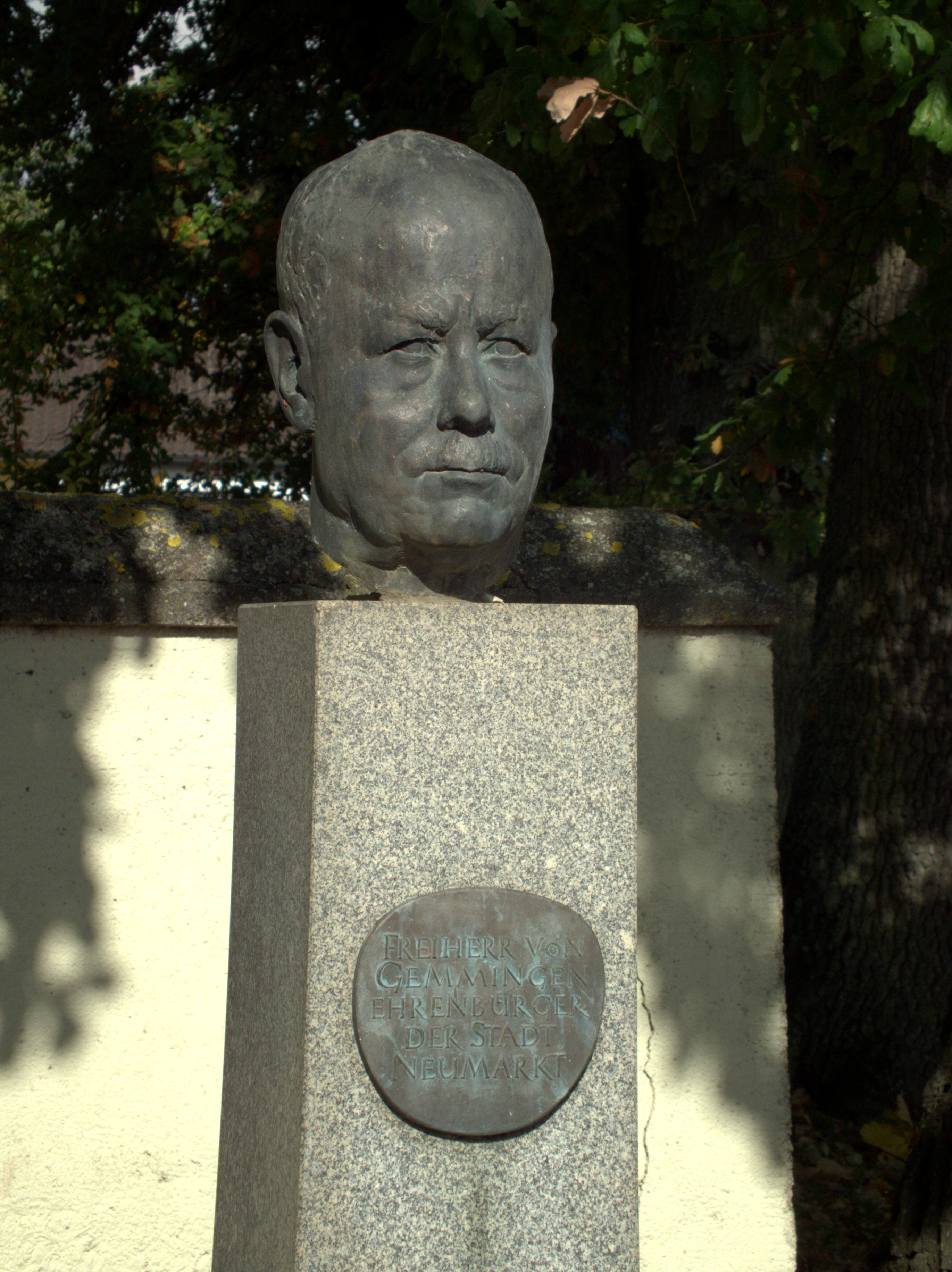
Ludwig von Gemmingen-Hornberg, Büste vor dem ehemaligen Woffenbacher Schloss

Ludwig von Gemmingen-Hornberg (* 1901 in Mannheim; † 10. Oktober 1978 in Lautersheim) war Besitzer von Schloss Woffenbach und hat als zweiter Bürgermeister von Woffenbach durch umfangreiche Grundstückszuwendungen großen Anteil an der Entwicklung des Ortes genommen. Er wurde zum Ehrenbürger von Neumarkt in der Oberpfalz ernannt, wohin Woffenbach 1972 eingemeindet wurde. Außerdem ist der Freiherr-von-Gemmingen-Platz in Woffenbach nach ihm benannt und vor dem ehemaligen Schloss ist eine Büste von ihm aufgestellt.

## Leben
Er war der Sohn des Verwaltungsjuristen Karl von Gemmingen-Hornberg (1857–1935) und der Hedwig Scipio (1867–1935). Mit den Eltern lebte er ab 1903 in Straßburg und ab 1912 in Metz. Bei Ausbruch des Ersten Weltkriegs kam er nach Mannheim zurück. Seit 1921 war er Mitglied des Corps Bremensia Göttingen. Aus Mitteln vom Erbe des 1935 verstorbenen Vaters konnte er sich den Wunsch nach einem eigenen Hof erfüllen, indem er das Schloss in Woffenbach erwarb. Zu dem Schloss mit 14 Zimmern gehörten 27 Hektar Land. Er bezog das Schlossgut 1937. Nach dem Zweiten Weltkrieg wurde das Schloss von bis zu fünf Familien bewohnt. Ludwig von Gemmingen bezog 1950 mit seiner Familie das Nachbargebäude und hat das Schloss an das Bayerische Rote Kreuz verpachtet, das darin ein Alten- und Pflegeheim einrichtete, das Ludwig mit den Produkten aus seiner Landwirtschaft und der Gärtnerei belieferte. 1955 hat das BRK das Schloss erworben, während Ludwig von Gemmingen die Landwirtschaft aufgab. Die Wirtschaftsgebäude kamen an den örtlichen Reitclub, in dem Tochter Christa Reitlehrerin war.
Er war von 1956 bis 1964 zweiter Bürgermeister von Woffenbach und hatte in dieser Zeit bedeutenden Einfluss auf die Entwicklung der Gemeinde, indem er der Gemeinde zahlreiche Grundstücke günstig überließ, unter anderem die für den Kreisbauhof, die Stadtgärtnerei und den Friedhof des Ortes. 1964 hat er schließlich den restlichen Woffenbacher Besitz verkauft und zog nach Lautersheim. Er blieb Woffenbach jedoch auch weiterhin und über die Eingemeindung nach Neumarkt 1972 hinaus verbunden und wurde zum Ehrenbürger von Neumarkt ernannt. Er verstarb 1978 in Lautersheim und wurde in Woffenbach beerdigt.

## Familie
Ludwig von Gemmingen-Hornberg war verheiratet mit Ilse Kottenhahn (* 1910) 
Nachkommen:
- Christa Hedwig (* 1937) ⚭ Giorgio Passigatti (1923–2011)
- Ulrich Hans Lothar (1938–2011)
- Klaus Otto (1943–2014) ⚭ Silvia Albrecht (* 1951)